# Wsiewołod Iwanow (1912–1950)
Wsiewołod Nikołajewicz Iwanow (ros. Всеволод Николаевич Иванов, ur. 1912 w Kijowie, zm. 29 października 1950) – radziecki działacz partyjny i państwowy, elektrotechnik, II sekretarz KC Komsomołu (1945–1949).

## Życiorys
Studiował w Leningradzkim Instytucie Elektrotechnicznym, pracował jako asystent, wykładowca i kierownik Działu Naukowo-Badawczego Leningradzkiego Instytutu Elektrotechnicznego, 1937 został sekretarzem komitetu Komsomołu tego instytutu. Od 1931 należał do WKP(b), od lutego do października 1940 był II sekretarzem Kujbyszewskiego Komitetu Rejonowego Komsomołu w Leningradzie, od października 1940 do listopada 1944 I sekretarzem Leningradzkiego Komitetu Obwodowego Komsomołu, a od października 1944 do maja 1945 sekretarzem Komitetu Miejskiego Komsomołu w Leningradzie ds. propagandy i agitacji. Od 29 listopada 1945 do 29 marca 1949 był II sekretarzem KC Komsomołu, a od marca do listopada 1949 inspektorem KC WKP(b).
4 listopada 1949 został aresztowany, 28 października 1950 skazany na śmierć przez Wojskowe Kolegium Sądu Najwyższego ZSRR w związku z tzw. „sprawą leningradzką” i następnego dnia rozstrzelany. 26 maja 1954 pośmiertnie zrehabilitowany.

## Odznaczenia
- Order Lenina
- Order Wojny Ojczyźnianej I klasy
- Order Czerwonego Sztandaru Pracy
- Order Czerwonej Gwiazdy